# 張志卓
張志卓（？—？）。陝西扶風縣人，清代官員。

## 生平
順治十六年（1646年）中式己亥科三甲進士。康熙六年（1667年），出任順天府固安縣知縣。